# Howey-in-the-Hills
Howey-in-the-Hills és una població dels Estats Units a l'estat de Florida. Segons el cens del 2000 tenia 956 habitants.

## Demografia
Segons el cens del 2000, Howey-in-the-Hills tenia 956 habitants, 385 habitatges, i 291 famílies. La densitat de població era de 208,5 habitants/km².
Dels 385 habitatges en un 27,8% hi vivien nens de menys de 18 anys, en un 64,9% hi vivien parelles casades, en un 7,8% dones solteres, i en un 24,4% no eren unitats familiars. En el 18,4% dels habitatges hi vivien persones soles el 8,3% de les quals corresponia a persones de 65 anys o més que vivien soles. El nombre mitjà de persones vivint en cada habitatge era de 2,48 i el nombre mitjà de persones que vivien en cada família era de 2,8.
Per edats la població es repartia de la següent manera: un 20,7% tenia menys de 18 anys, un 4,5% entre 18 i 24, un 24,2% entre 25 i 44, un 29% de 45 a 60 i un 21,7% 65 anys o més.
L'edat mediana era de 45 anys. Per cada 100 dones de 18 o més anys hi havia 99,5 homes.
La renda mediana per habitatge era de 49.327 $ i la renda mediana per família de 51.458 $. Els homes tenien una renda mediana de 39.773 $ mentre que les dones 27.727 $. La renda per capita de la població era de 23.273 $. Entorn del 3,4% de les famílies i el 5,7% de la població estaven per davall del llindar de pobresa.

## Poblacions més properes
El següent diagrama mostra les poblacions més properes.